# 지원동
지원동(池元洞)은 광주광역시 동구에 위치한 행정동이다. 지역의 90%가 개발제한구역으로 지정되어 있으며, 광주의 4대 관문의 하나인 남문로를 중심으로 제2순환도로 지원나들목 개설과 도시철도 1호선 소태역사의 개통으로 화순방향 교통의 요충지이다.

## 유래
옛 ‘지한면’의 이름을 따서 1957년 ‘지원동’으로 칭함. ‘수원지가 있는 곳’이란 뜻도 지닌다. 소태동은 소태실, 용연동은 용솟골에서 각각 비롯됐다. 용산동은 용강과 화산(꼿메), 월남동은 월동(칠전)과 주남, 내남동은 내지(육판이)와 남계, 선교동은 선동과 교항(다리목)이 각각 합해져 생긴 이름이다. 소태골은 옛 지한면의 소재지로 됫날 지원동의 중심지이기도 하다. 솟을 만드는 ‘솟부리’가 있어 ‘솥실’이 변해 ‘소태실’이 되었다

## 연혁
- 조선후기 : 조선시대 후기 기록인 《여지도서》, 《호구총수》에 따르면 현 지원 1․2동 지역은 광주목 지한면과 부동방면에 속했고 당시 이곳에 태봉, 소태곡, 주남촌, 남계, 내지, 한교, 항촌, 중지촌, 녹동, 칠전, 용강, 화산 마을이 있었다.
- 1914년 4월 1일 : 조선총독부의 행정구역 통폐합에 따라 지한면 소태리․용산리․내남리․선교리․용연리․월남리로 각각 나뉘어 광주군 지한면 관할이 되었다.
- 1935년 10월 1일 : 광산군 효지면 관할이 됨. 광주읍이 광주부로 승격되고 광주군은 광산군으로 이름이 바뀌었으며, 지한면은 효천면과 병합하여 효지면이 됨.
- 1955년 7월 1일 : 광주시 소태동․용산동․내남동․선교동․용연동․ 월남동. 광주시역 확장 때 광산군 효지면이 광주시에 편입
- 1957년 12월 2일 :〈지원동 호칭 개시〉 본청 직할의 지원동이 됨. 122개 동이 51개 운영동으로 축소됨에 따라 소태, 용산, 월남, 내남, 선교, 용연동은 현재의 행정동명인 지원1․2동 관할 법정동이 됨.
- 1961년 3월 10일 : 동부출장소 관할이 됨. 8개 출장소제 실시
- 1973년 7월 1일 : 구제 실시에 따라 지원동은 동구 관할이 됨.
- 1986년 11월 1일 : 광주직할시 동구 지원동이 됨. 광주시가 광주직할시로 승격되어 전라남도 행정구역에서 떨어져 나옴.
- 1995년 1월 1일 : 광주광역시 동구 지원동. 광주직할시가 광역시로 승격됨.
- 2002년 3월 25일 :〈지원 1․2동으로 분동〉무등중학교 사거리를 중심으로 지원 1동과 지원 2동으로 분동됨. 소태동과 용산동 일부는 지원 1동 관할 법정동이 됨.
- 2011년 10월 1일 : 자치구간 경계조정으로 남구 방림 2동 일부지역(249세대 581명)을 지원 1동으로 편입

## 교육
- 광주남초등학교
- 광주용산초등학교
- 지한초등학교
- 무등중학교

## 아파트
| 단지명                       | 건설사                            | 시행사                             | 주소                          | 입주        | 비고               |
| ---------------------------- | --------------------------------- | ---------------------------------- | ----------------------------- | ----------- | ------------------ |
| 무등산 골드클래스 1차        | 골드클래스㈜                      | 지원2-1구역 주택재개발정비사업조합 | 동구 학소로 109 (소태동)      | 2018년 9월  | 지원2-1구역 재개발 |
| 무등산 골드클래스 2차        | 보광건설㈜                        | 지원1구역 주택재개발조합           | 동구 남문로 589 (용산동)      | 2022년 7월  | 지원1구역 재개발   |
| e편한세상 무등산             | ㈜디엘건설                        | 소태동 지역주택조합                | 동구 지원로42번길 10          | 2022년 9월  |                    |
| 소태 모아미래도              | 모아건설산업㈜                    | 모아주택산업㈜                     | 동구 학소로76번길 14 (소태동) | 2003년 12월 |                    |
| 용산지구 모아엘가 에듀파크   | 모아건설산업㈜ 혜림건설㈜         | ㈜한아건설                         | 동구 용산3길 17 (용산동)      | 2019년 7월  |                    |
| 용산지구 대성베르힐          | 대성베르힐건설㈜ ㈜디에스종합건설 | ㈜한별개발                         |                               | 2019년 6월  |                    |
| 용산지구 계룡리슈빌          | 계룡건설산업                      | 케이알산업㈜                       | 동구 용산1길 2 (용산동)       | 2019년 5월  |                    |
| 내남지구 진아리채 1차        | ㈜진아건설                        | ㈜진아건설                         | 동구 육판서길 16 (내남동)     | 2019년 6월  |                    |
| 내남지구 진아리채 2차        | ㈜진아건설                        | ㈜진아건설                         | 동구 육판서길 17 (내남동)     | 2020년 4월  |                    |
| 월남지구 호반베르디움 1차    | 호반건설 ㈜리젠시빌주택           | ㈜리젠시빌주택                     | 동구 남문로 377 (월남동)      | 2015년 3월  |                    |
| 월남지구 호반베르디움 2차    | 리젠시빌건설㈜                    | ㈜리젠시빌주택                     | 동구 남문로 307 (월남동)      | 2016년 5월  |                    |
| 선교지구 우방아이유쉘        | ㈜에스엠하이플러스 ㈜우방산업     | ㈜에스엠하이플러스                 |                               | 2023년 2월  |                    |
| 선교지구 우방아이유쉘 라포레 | 에스엠상선㈜ 건설부문             | ㈜에스엠하이플러스                 | 동구 선교로 38-33 (선교동)    | 2023년 10월 |                    |

## 교통
- 소태역